# Герцовцы
Герцовцы (укр. Герцівці) — село в Кольчинской поселковой общине Мукачевского района Закарпатской области Украины.
Население по переписи 2001 года составляло 79 человек. Почтовый индекс — 89630. Телефонный код — 3131. Занимает площадь 0,175 км². Код КОАТУУ — 2122786602.